# Can Rei (Sant Feliu de Codines)
Can Rei és una obra de Sant Feliu de Codines (Vallès Oriental) inclosa a l'Inventari del Patrimoni Arquitectònic de Catalunya.
Casa entre parets mitgeres. Consta de planta baixa, pis i golfa. La façana és de pedra i està recoberta per un arrebossat de ciment. La porta d'entrada és de pedra amb arc de mig punt adovellat. Hi ha quatre finestres quadrades de pedra. La coberta és a dues vessants.